# Spinoloricus neuhausi
Espèce
Spinoloricus neuhausi est une espèce de loricifères de la famille des Nanaloricidae.

## Distribution
Cette espèce est endémique de l'océan Pacifique. Elle se rencontre au large des îles Galápagos.

## Étymologie
Cette espèce est nommée en l'honneur de Birger Neuhaus.

## Publication originale
- Neves & Kristensen. 2016 :  Spinoloricus neuhausi (Loricifera, Nanaloricidae), a new deep-sea species from Galapagos Spreading Center. Zoologischer Anzeiger, vol. 265, p. 171-177.